# 阜宁东站
阜宁东站，位于中华人民共和国江苏省盐城市阜宁县吴滩街道，是青盐铁路上的火车站，于2018年12月26日启用，由中国铁路上海局集团管辖。

## 歷史
- 2018年12月26日启用。

## 車站周邊
- 阜宁县北汛初级中学
- 阜宁县合利中心小学

## 外部連結
- 中国铁路客户服务中心 （页面存档备份，存于）